# Belinho e Mar
Belinho e Mar (oficialmente: União das Freguesias de Belinho e Mar) é uma freguesia portuguesa do município de Esposende com 8,95 km² de área e 2896 habitantes (censo de 2021). A sua densidade populacional é 323,6 hab./km².

## História
Foi constituída em 2013, no âmbito de uma reforma administrativa nacional, pela agregação das antigas freguesias de Belinho e Mar e tem a sede em Belinho.

## Demografia
A população registada nos censos foi:
| Ano  | 0-14 Anos | 15-24 Anos | 25-64 Anos | > 65 Anos |
| 2001 | 774       | 634        | 1676       | 443       |
| 2011 | 555       | 434        | 1699       | 511       |
| 2021 | 362       | 347        | 1559       | 628       |

À data da junção das freguesias, a população registada no censo anterior foi:
| Freguesia atual | Freguesia atual  | Freguesia atual | Freguesias antigas | Freguesias antigas | Freguesias antigas |
| Freguesia       | População (2011) | Área (km²)      | Freguesia          | População (2011)   | Área (km²)         |
| --------------- | ---------------- | --------------- | ------------------ | ------------------ | ------------------ |
| Belinho e Mar   | 3199             | 8,95            | Belinho            | 2017               | 6,59               |
| Belinho e Mar   | 3199             | 8,95            | Mar                | 1182               | 2,36               |